# Filarmónica de París
La Filarmónica de París (en francés: Philharmonie de Paris) es una sala de conciertos sinfónicos de 2.400 asientos cuya construcción se había aplazado durante unos veinte años, y que completa la Cité de la musique. Se encuentra ubicada en el Parc de la Villette de París en Francia. Principalmente dedicado a los conciertos sinfónicos, la Philharmonie de París también presentará otras formas de música, como el jazz y música mundial. El proyecto fue anunciado el 6 de marzo de 2006 por el entonces ministro de Cultura y Comunicación, Renaud Donnedieu de Vabres; el alcalde de París, Bertrand Delanoë; y el director de la Ciudad de la Música (Cité de la musique) y de la Sala Pleyel, Laurent Bayle, durante una conferencia de prensa sobre la reapertura de la Salle Pleyel, ahora vinculada con la Cité.

## El concurso
El concurso internacional del proyecto fue lanzado el 17 de noviembre de 2006. De los 98 equipos que presentaron sus solicitudes, se seleccionaron seis: Zaha Hadid (Reino Unido); Coop Himmelb(l)au (Austria); MVRDV (Países Bajos); Christian de Portzamparc (Francia); Jean Nouvel (Francia); Francis Soler (Francia). Al final de la segunda fase y la presentación de maquetas el 6 de abril de 2007, el estudio de arquitectura Ateliers Jean Nouvel fue elegido para el proyecto.

Philharmonie de Paris designed by Jean Nouvel 02

## La construcción
La construcción comenzó con estudios de implementación en abril de 2009. Los trabajos en el edificio comenzaron en septiembre de 2009. Después surgieron diferencias dentro de la administración de los fondos de Estado (160 millones de euros) en el proyecto de 350 millones, las obras se interrumpieron en febrero de 2010 y no se reanudaron hasta marzo de 2011.

## Gala de apertura
14 de enero de 2015 se llevó a cabo el primer concierto público de la nueva sala. El concierto se llevó a cabo por la Orquesta de París y el Coro de la Orquesta de París (preparado por Lionel Sow) dirigidos por Paavo Järvi. El programa consistió exclusivamente en música francesa:
- Tuning Up de Edgar Varese. Esta pieza, que no fue anunciado en el programa officiel13 fue una sorpresa;
- Sur le même accord  de Henri Dutilleux (con el violinista Renaud Capuçon como solista);
- Extractos del Réquiem de Gabriel Fauré (con la soprano y el barítono, Sabine Devieilhe y Matthias Goerne);
- Concierto en sol mayor para piano de Maurice Ravel (con la pianista Hélène Grimaud);
- El estreno mundial del Concierto para orquesta de Thierry Escaich. Este fue un encargo conjunto de la Filarmónica de París y la Orquesta de París;
- Suite n.º 2 de Daphnis y Chloe de Maurice Ravel.

## Las orquestas
La Filarmónica de París acoge cinco orquestas: dos formaciones residentes (Orquesta de París, y el Ensemble Intercontemporain), y tres formaciones asociadas (Orquesta de Cámara de París, Les Arts Florissants, y la Orchestre national d'Île-de-France).

## El edificio

### La arquitectura
El autor del proyecto Jean Nouvel fue ayudado por Brigitte Métra como arquitecta asociada a la sala de conciertos, en la acústica por la empresa Marshall Day Acoustics (diseño de la acústica de la sala), por Nagata Acoustics (consultoría acústica y pruebas con maquetas) y por Estudio DAP en la acústica del edificio. El Atelier Jean Nouvel fue aconsejado por Jacques Le Marquet para la escenografía de la sala. El proyecto forma parte del espacio arquitectónico del parque de la Villette, diseñado por el arquitecto Bernard Tschumi, incluyendo la Ciudad de la Música, diseñada por Christian de Portzamparc, la Grande Halle de la Villette, la Ciudad de las Ciencias y la industria y la Géode. El diseño del proyecto toma la forma de una colina cubierta de aluminio cortada horizontalmente con una aleta vertical para jugar con las líneas de las perspectivas existentes. Se destaca como una colina con una vista de París y sus alrededores, más allá de la périphérique.

### El interior
Además de una sala de conciertos de 2.400 asientos, el edificio incluye un espacio de exposición de más de 1.100 m², un centro educativo de 1750 m², salas de ensayo, estudios y un restaurante. La alta visibilidad permite un funcionamiento simplificado y una tasa única en todos los asientos. La Filarmónica de París también ofrece muchos asientos a precios reducidos.

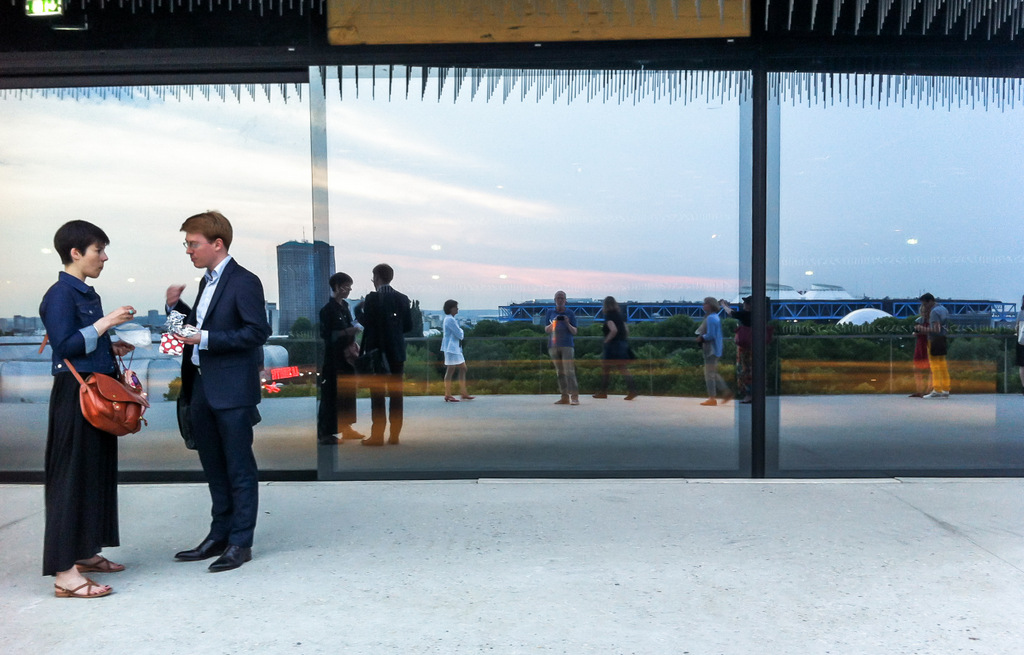
Sur la terrasse de la Philharmonie de Paris, 2015

## El equipamiento musical

### El Gran SalónPierre Boulez
El auditorio está dedicado principalmente a la música sinfónica. La excelencia acústica que se buscó en el primer lugar. También es sede de repertorios musicales con la acústica más reverberante. Acústicamente, la sala de conciertos se diferencia de los modelos estrictamente frontales en forma de caja de zapatos y favorece una envoltura de la escena por el público siguiendo el modelo de la Filarmónica de Berlín para aumentar la sensación de intimidad entre el artista y su público.
Con esta estructura envolvente, la distancia entre el director y el oyente más lejano es de sólo 32 metros. Para asegurar un buen rendimiento acústico, el volumen total del espacio no excede de 30 000 m³. Permite el desarrollo de un campo de sonido tardío y una reverberación adecuada para conciertos sinfónicos. La programación de la Filarmónica de París no se limita a la formación convencional y se ha previsto dotar al escenario de una escenografía acústica y técnica modular.
El gran órgano de la Filarmonía, construido por Rieger Orgelbau, fue inaugurado el 6 de febrero de 2016. Con 6055 tubos, está hecho de 25 toneladas de madera y metal. Su responsable de diseño de sonido, el armonista Michel Garnier lo describe así: "El órgano de la Filarmónica tiene 91 juegos, o todos los sonidos posibles (flauta, violín, trompeta ...). Cada juego consta de 61 teclas, por lo que tiene 61 tubos. El más grande,  mide 7,23 metros y pesa más de 350 kilogramos. Los más pequeños, de 7,5 milímetros y unas pocas decenas de gramos. "

### Las otras salas
Dos grandes salas de ensayo y seis salas de ensayo o de formación más pequeñas completan este dispositivo. Los estudios de trabajo pequeños se dedican a los ensayos de solistas y músicos de cámara (de dos a cuatro músicos) y a la acogida de los intérpretes y compositores en residencia. El conjunto se pone en uso especialmente para el gran proyecto educativo de la Filarmónica de París 7.